# George Edwin King

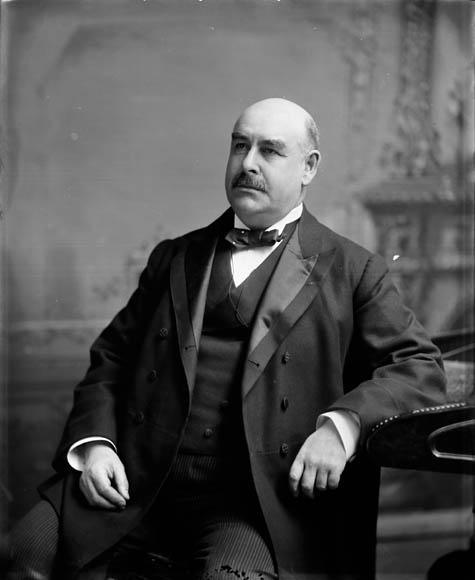
George Edwin King (1895)

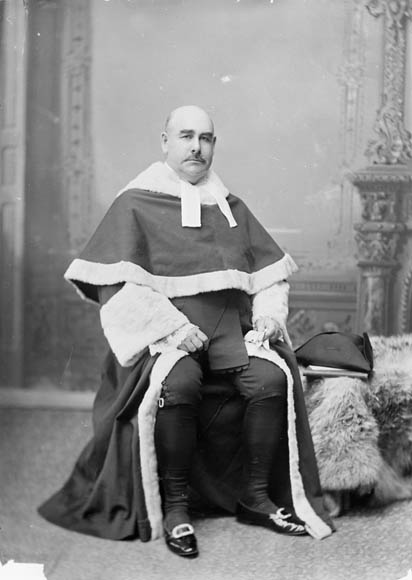
George Edwin King als Richter am Obersten Gerichtshof von Kanada (Mai 1896)

George Edwin King (* 8. Oktober 1839 in Saint John, New Brunswick; † 8. Mai 1901) war ein kanadischer Politiker der Konservativen Partei und Jurist, der zwischen 1870 und 1871 und erneut von 1872 bis 1878 Premierminister von New Brunswick sowie von 1895 bis zu seinem Tode 1911 Richter am Obersten Gerichtshof von Kanada war.

## Leben
King, Sohn von George King und Mary Ann Fowler, begann nach dem Schulbesuch zunächst ein grundständiges Studium an der Wesleyan University in Connecticut, das er 1859 mit einem Bachelor of Arts (B.A.) beendete. Ein dortiges darauf folgendes postgraduales Studium schloss er 1862 mit einem Master of Arts (M.A.) ab. Danach absolvierte er zwischen 1862 und 1865 ein damals übliches Studium der Rechtswissenschaften in der Anwaltskanzlei von Robert Leonard Hazen, der unter anderem zwischen 1867 und 1874 Mitglied des kanadischen Senats für New Brunswick war. Nach seiner anwaltlichen Zulassung ließ er sich 1865 als Rechtsanwalt in seiner Geburtsstadt Saint John nieder.
1867 begann King seine politische Laufbahn, als er für die Konservative Partei zum Mitglied der Legislativversammlung von New Brunswick gewählt wurde. Als Nachfolger seine Parteifreundes Andrew Rainsford Wetmore wurde er als 30-Jähriger am 9. Juni 1870 erstmals Premierminister von New Brunswick und bekleidete dieses Amt bis zum 21. Februar 1871, woraufhin George Luther Hathaway, der ebenfalls der Conservative Party angehörte, seine Nachfolge antrat. Daneben fungierte er zwischen 1870 und 1878 auch als Generalstaatsanwalt dieser Provinz. Als Nachfolger von Hathaway wurde er anschließend am 5. Juli 1872 erneut Premierminister von New Brunswick und übte dieses Amt nunmehr bis zum 3. Mai 1878, ehe im Juni 1878 John James Fraser sein Nachfolger wurde.
Im Jahre 1880 wurde King zum Richter am Obersten Gerichtshof von New Brunswick ernannt und war daneben zwischen 1892 und 1893 auch Professor für Rechtswissenschaften an der University of New Brunswick. Am 21. September 1893 wurde er von Premierminister John Thompson zum Richter am Obersten Gerichtshof von Kanada berufen. Dem Obersten Gerichtshof gehörte er bis zu seinem Tode am 8. Mai 1901 an.